# Pierre Barbier (cyclisme)
Pour les articles homonymes, voir Pierre Barbier et Barbier.

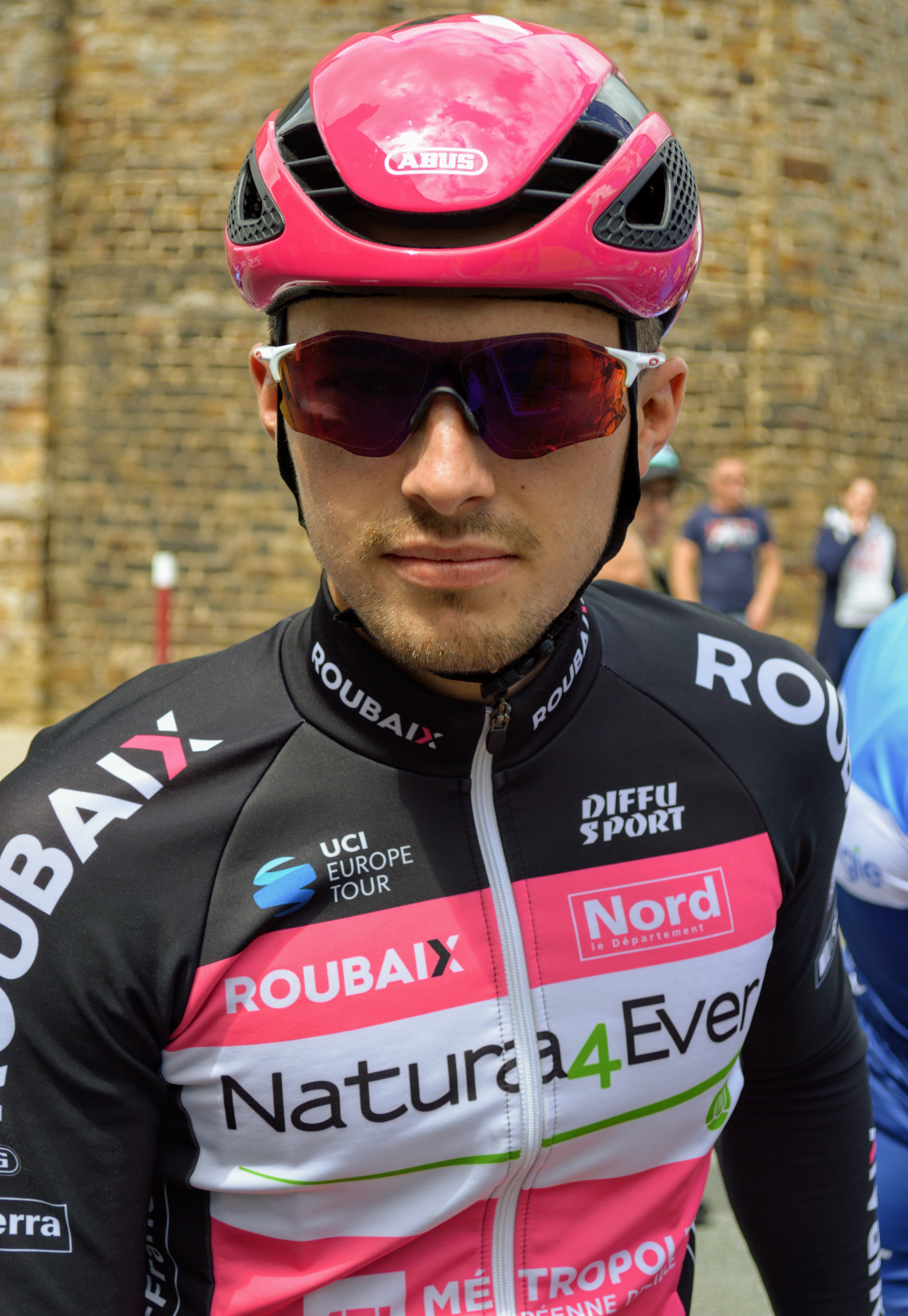
Pierre BARBIER - Juin 2019

Pierre Barbier, né le 25 septembre 1997 à Beauvais, est un coureur cycliste français. Il est le frère cadet de Rudy Barbier, également cycliste professionnel.

## Biographie
Pierre Barbier naît le 25 septembre 1997 en France. Son frère Rudy est également coureur cycliste.
Il court pour Le Guidon Breslois entre 2011 et 2013, puis de 2014 à 2015 pour le VC amateur Saint-Quentin Junior. Il remporte en 2015 la 2e étape de La Cantonale Juniors et le Grand Prix d'Houdain. Il entre dans l'équipe VC Rouen 76 en 2016. Du 1er août au 31 décembre 2016, il est stagiaire dans la même équipe que son frère : Roubaix Métropole européenne de Lille.

### Carrière professionnelle

#### Saison 2018
En 2017, il court pour l'équipe BMC Development, puis Roubaix Lille Métropole en 2018. Il s'illustre rapidement sous le maillot roubaisien, 4e d'étape sur l’Étoile de Bessèges, derrière son frère Rudy, puis 3e et 2e d'étape sur le Tour La Provence. En mars, il termine 11e du GP Lillers-Souvenir Bruno Comini et 12e de Gand-Wevelgem espoirs. Toujours au niveau espoirs, il échoue au pied du podium sur le ZLM Tour mi-avril. Il enchaîne par les Quatre jours de Dunkerque avec une 12e place d'étape comme meilleur résultat. Début juillet, le néerlandais André Looij le prive de la victoire sur le GP Jean-Pierre Monseré.

#### Saison 2019
Pour sa première course de la saison 2019, il monte sur la troisième marche du podium de la première étape de l'Étoile de Bessèges, derrière Bryan Coquard et Sacha Modolo, s'emparant à cette occasion du maillot du classement du meilleur jeune. Il abandonne ce paletot à son compatriote Valentin Madouas à l’issue de la deuxième étape. En mars, il décroche trois tops 15, 7e de Paris-Troyes et du Grand Prix de Denain puis 13e de Cholet-Pays de Loire. Sur cette lancée, il débute avril avec une 6e place sur la Route Adélie de Vitré puis se classe 15e de la Roue tourangelle.
Cinquième puis deuxième d'étape sur le Tour de Bretagne, il souffre d'une fracture du scaphoïde à la suite d'une chute lors de la 5e étape. De retour sur le vélo deux semaines plus tard, il signe une 3e place sur le Grand Prix de la Somme. Il enchaîne par une 4e puis une 10e place d'étape sur les Quatre Jours de Dunkerque. Mi-juin, seul Bryan Coquard le précède lors de la dernière étape du Tour de Belgique. Sa moisson de places se poursuit sur le Tour Poitou-Charentes en Nouvelle-Aquitaine avec trois tops 10 (4e, 3e et 10e), sur le Grand Prix de Fourmies (5e), le Grand Prix d'Isbergues (13e) puis sur Paris-Bourges (8e).
Le 11 septembre, l'équipe continentale professionnelle Delko Marseille Provence annonce sa venue pour la saison 2020.

#### Saison 2020
Son arrivée au sein de la structure provençale lui permet de découvrir Paris-Nice où il vit une première étape compliquée, marquée par des conditions météorologiques difficiles, terminant hors-délais à plus de 30 minutes du vainqueur du jour, Maximilian Schachmann. Du fait de la pandémie de Covid-19, il ne retrouve la compétition que le 28 juillet sur les routes du Tour de Bulgarie où il remporte son premier succès chez les professionnels, vainqueur de la troisième étape. En France, il termine 4e de l'étape 3a du Tour Poitou-Charentes en Nouvelle-Aquitaine et 9e de Paris-Chauny.

#### Saison 2021
Il obtient son premier résultat probant de la saison dès son deuxième jour de course, seulement devancé par Timothy Dupont sur la deuxième étape de l’Étoile de Bessèges. Il échoue au pied du podium sur le Grand Prix Jean-Pierre Monseré, 4e. Il est également le quatrième à franchir la ligne sur Cholet-Pays de la Loire mais monte finalement sur le podium à la suite de la disqualification de Nacer Bouhanni. Aligné sur le Tour de Turquie, il réalise deux tops 10 (3e et 5e d'étape) avant d'abandonner sur la septième étape. Son équipe, qui fait face à des difficultés financières, restreint son calendrier de courses sur la deuxième partie de saison. Elle compte sur sa pointe de vitesse pour briller sur les Boucles de la Mayenne mais il n'y décroche qu'une 13e place d'étape en meilleur résultat. Fin juillet, il est victime d'une chute alors que le sprint massif de la première étape du Tour de l'Ain se préparait et souffre d'une luxation de l'épaule.

#### Saison 2022
Il est la première recrue annoncée pour la saison 2022 par la ProTeam bretonne B&B Hotels KTM. Il débute sous ses nouvelles couleurs sur le Tour de La Provence avant de connaître ses premiers résultats en mars, 6e du Grand Prix Jean-Pierre Monseré, 8e de la Nokere Koerse, 4e du Grand Prix de Denain et 9e de Cholet-Pays de Loire. Il découvre également deux classiques belges, la Classic Bruges-La Panne (47e) et Gand-Wevelgem (83e). Malgré plusieurs arrivées convenant aux sprinteurs, il ne parvient pas à faire mieux qu'une sixième place d'étape sur le Circuit de la Sarthe. Il enchaîne par deux courses d'un jour World Tour, Paris-Roubaix (91e) et Eschborn-Francfort (97e) où il ne parvient pas à arriver avec le peloton principal qui se dispute la victoire au sprint. Il décroche de nouveaux accessits sur les Quatre Jours de Dunkerque, 4e de la première étape puis 11e le lendemain. 

#### Depuis 2023
Après sa dissolution de l'équipe B&B Hotels KTM en fin d'année 2022, Pierre Barbier se retrouve sans contrat et revient dans un premier temps au niveau continental au sein du CIC U Nantes Atlantique. En 2024, il se fait remarquer avec des victoires au Sharjah Tour et sur la Ronde de l'Oise dans l'équipe Philippe Wagner-Bazin. Pour la saison 2025, il rejoint l'UCI ProTeam Wagner-Bazin WB, une structure issue de la fusion avec Bingoal-WB.

## Palmarès
| - 2015 - 2e étape de La Cantonale Juniors - Grand Prix d'Houdain - 2e du Prix de Montataire - 2016 - Nocturne de Bar-sur-Aube - Grand Prix de Lambres-lez-Douai - 2e du Trophée des champions - 3e de Paris-Troyes - 3e du Tour du Pays du Roumois - 2017 - 1re étape du Maillot des Jeunes Léopards - Grand Prix de Lambres-lez-Douai - 2e du Grand Prix de Bobigny - 2018 - 2e du Grand Prix Jean-Pierre Monseré - 2019 - 3e du Grand Prix de la Somme | - 2020 - 3e étape du Tour de Bulgarie - 2021 - 3e de Cholet-Pays de la Loire - 2023 - 3e du Tour des 100 Communes - 3e de la Roue Tourangelle - 2024 - 2e et 5e étapes du Sharjah Tour - Ronde de l'Oise : - Classement général - 3e et 4e étapes - 3e du Tour des onze villes - 3e du Circuit du Houtland |  |

## Classements mondiaux
| Année                                 | 2016  | 2017  | 2018 | 2019 | 2020 | 2021 | 2022 | 2023 | 2024 |
| ------------------------------------- | ----- | ----- | ---- | ---- | ---- | ---- | ---- | ---- | ---- |
| Classement mondial                    | 1482e | 1876e | 599e | 294e | 874e | 383e | 207e | 833e | 293e |
| UCI Europe Tour                       | 991e  | 1186e | 349e | 240e | 694e | 316e | 169e | nc   | nc   |
|                                       |       |       |      |      |      |      |      |      |      |
| Légende : nc = non classéSource : UCI |       |       |      |      |      |      |      |      |      |